# Frontera entre Anglaterra i Escòcia
La frontera entre Anglaterra i Escòcia recorre 96 milles (154 km) entre Marshall Meadows Bay a la costa oriental i el Solway Firth a la costa occidental. És l'única frontera terrestre d'Escòcia i una de les dues d'Anglaterra (l'altre és amb el País de Gal·les).

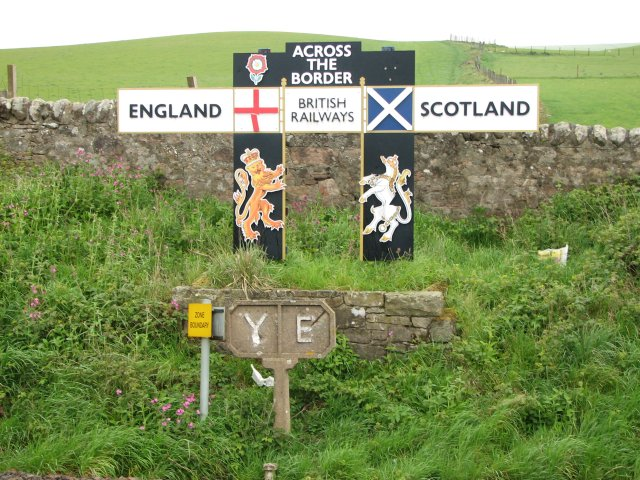
La frontera a Marshall Meadows Bay al ferrocarril East Coast Main Line

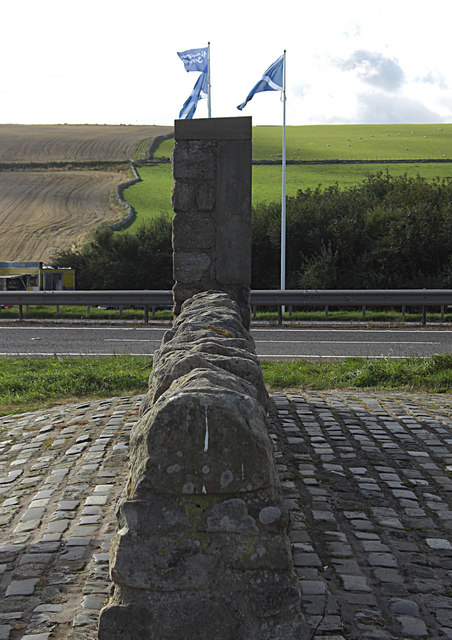
Un mur fronterer marca la frontera a l'A1

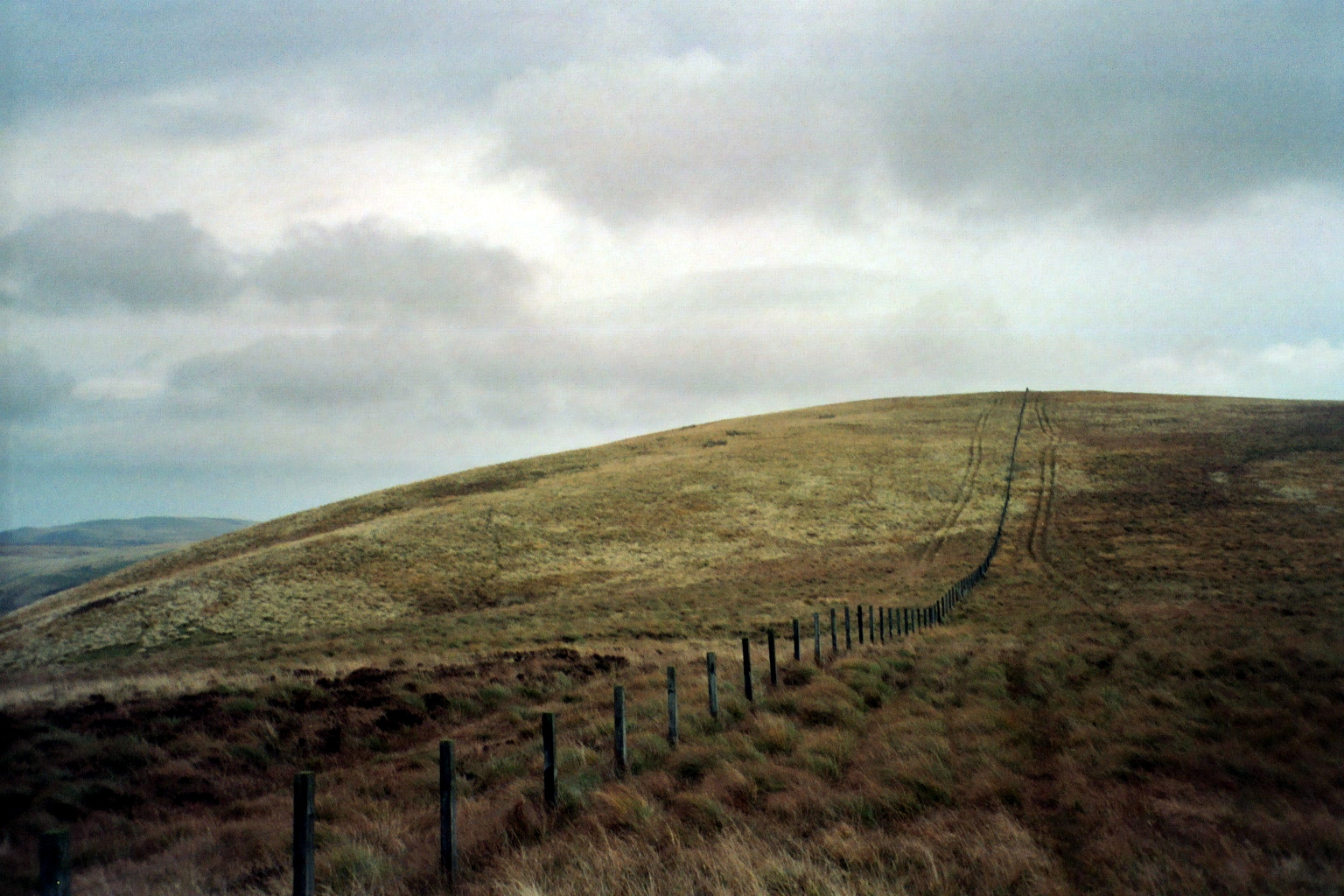
Una tanca marca la frontera

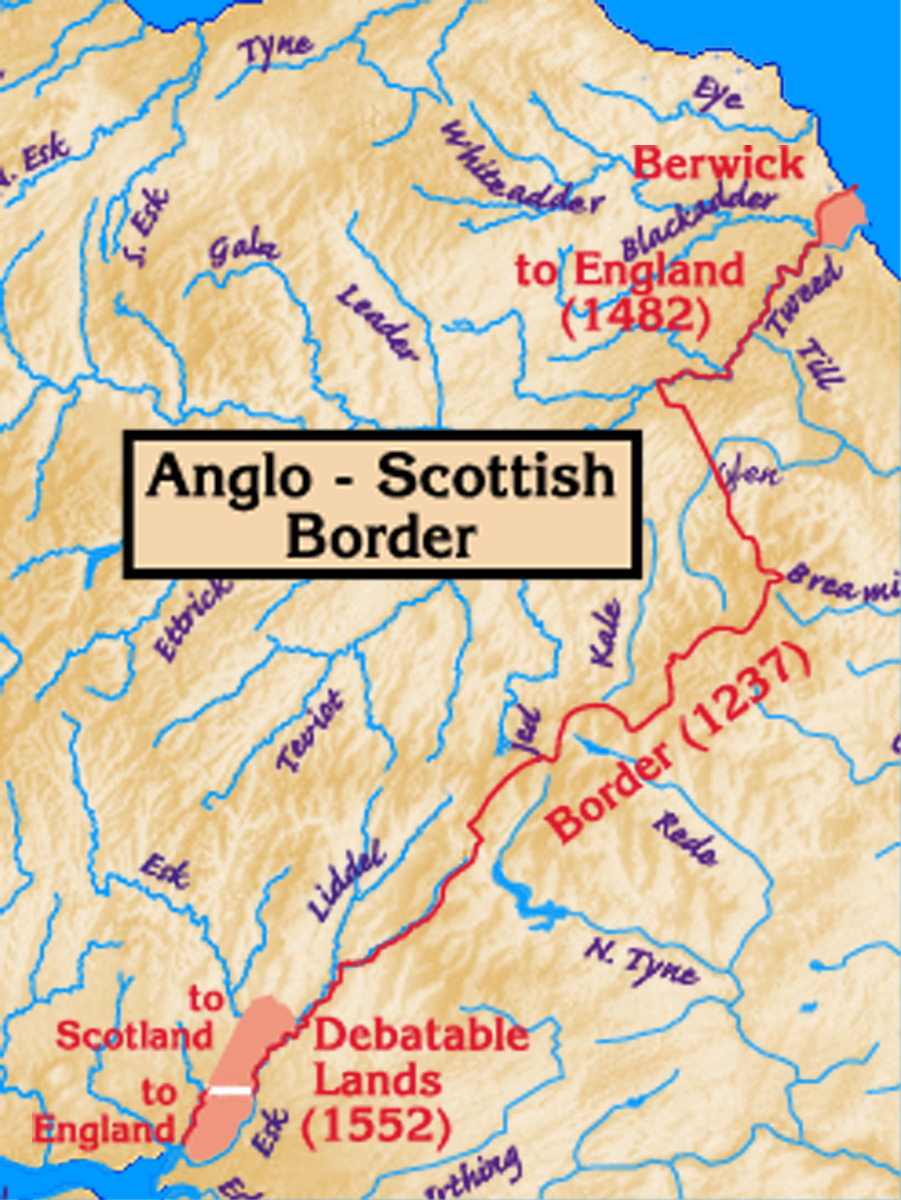
Història de la frontera

El Firth of Forth era la frontera entre el picto gaèlic Regne d'Alba i l'angle regne de Northumbria a principis del segle x. Va esdevenir la primera frontera anglo-escocesa amb l'annexió de Northumbria per l'Anglaterra anglosaxona a mitjans del segle x. En 973, Kenneth II d'Escòcia va atendre al rei anglès, Edgar el Pacífic al seu consell a Chester. Després que Kenneth li retés homenatge, segons s'informa, Edgar el va recompensar amb la concessió de Lothian. Malgrat aquesta transacció, finalment el control de Lothian  no va ser resolt i la regió va ser presa pels escocesos en la batalla de Carham en 1018, i el riu Tweed es va convertir en la frontera angloescocesa de facto. La línia Solway-Tweed va ser legalment establerta en 1237 pel Tractat de York entre Anglaterra i Escòcia. Segueix sent la frontera actualment, amb l'excepció de les Debatable Lands, al nord de Carlisle, i una petita àrea al voltant de Berwick-upon-Tweed, que va ser presa per Anglaterra en 1482. És una de les fronteres establertes més antigues del món, encara que Berwick no va ser annexada a Anglaterra fins a 1746, per la Llei de Gal·les i Berwick de 1746.
Durant segles abans de la Unió de les Corones, la regió a l'altre costat de la frontera era un territori sense llei que va patir diverses incursió a cada sentit dels Border Reivers.
Després del Tractat d'Unió de 1706, ratificat per l'Acta d'Unió (1707), que unia Escòcia amb Anglaterra i Gal·les per formar el Regne de la Gran Bretanya, la frontera continua formant el límit de dues jurisdiccions jurídiques separades, ja que el tractat entre ambdós països garantia la continuïtat de la separació del dret anglès i el dret escocès.
La majoria d'edat sota el dret escocès és de 16 anys, mentre que és de 18 anys sota el dret anglès. Els assetnaments fronterers de Gretna Green a l'oest i Coldstream i Lamberton a l'est eren convenients per escapolir-se d'Anglaterra que volien casar-se sota les lleis escoceses, i es casaven sense publicitat.
La frontera marina és ajustada per l'Ordre del límit de les aigües adjacents escoceses de 1999 de manera que la frontera en aigües territorials (fins a 19 km) al nord del límit de les instal·lacions petrolieres establertes per l'Orde de Jurisdicció Civil (Activitats Offshore) de 1987.

## Història
La frontera del país, coneguda històricament com a Scottish Marches, és l'àrea a cada banda de la frontera angloescocesa que inclou part dels moderns consells de Dumfries i Galloway i Scottish Borders, i parts dels comtats anglesos de Cúmbria i Northumberland. Es tracta d'una zona muntanyosa, amb els Southern Uplands escocesos al nord, i els Monts Cheviot formant la frontera entre els dos països cap al sud. Des de la conquesta normanda d'Anglaterra fins al regnat de Jaume VI d'Escòcia, que durant el seu regnat es va convertir en Jaume I d'Anglaterra, mentre mantenia el regne més septentrional, els enfrontaments fronterers eren comuns i els monarques d'ambdós països van confiar en els comtes de March i el Lord Guardià de les Marques per defensar i controlar la regió fronterera.

## Segona Guerra de la Independència Escocesa

Territori cedit a Anglaterra pel tractat de Newcastle de 1334.

En 1333 durant la Segona Guerra de la Independència escocesa, Escòcia va ser derrotada en la batalla del turó d'Halidon. A partir de llavors, Eduard Balliol, el rei titular dels escocesos, va formalitzar les seves promeses el rei anglès, Eduard III i va cedir una considerable porció del sud d'Escòcia a Anglaterra en el Tractat de Newcastle de 1334.

### Clans
Una llei de Parlament escocès del segle xvi parla sobre els caps dels clans de la frontera, i una declaració de finals del segle xvii pel Lord Advocat utilitza els termes "clans" i "família" de manera intercanviable. Encara que els aristòcrates dels Lowlands els podria haver agradat cada vegada més referir-se a si mateixos com a "famílies", la idea que el terme "clan" havia estat utilitzat només per les famílies dels Highlands només és una convenció del segle xix.
Els clans històrics de la frontera eren: Armstrong, Beattie, Bannatyne, Bell, Briar, Douglas, Elliot, Graham, Hedley of Redesdale, Henderson, Home o Hume, Irvine, Jardine, Johnstone, Kerr, Little, Moffat, Nesbitt, Ogilvy, Porteous, Routledge, Scott, Tweedie.

### Scottish Marches
Durant el final d'èpoques medievals i començament de lesmodernes, des de finals del segle xiii, amb la creació de Eduard I d'Anglaterra del primer Lord Guardià de les Marques a principis del segle xvii i l'establiment dels Comtats Mitjans, promulgats després de la unió personal d'Anglaterra i Escòcia sota Jaume VI d'Escòcia (Jaume I d'Anglaterra), l'àrea al voltant de la frontera era conegut com a Scottish Marches.
Durant segles, les Marques de qualsevol banda de la frontera eren una zona d'aliances mixtes, on les famílies o clans canviaven de bàndol o país al que donaven suport segons convenia als seus interessos familiars en aquest moment, i abundava la il·legalitat. Abans de la unió personal dels dos regnes sota James els clans fronterers canviarien lleialtat entre les corones escocesa i anglesa segons el que era més favorable per als membres del clan. Durant un temps un poderós clan local va dominar l'àrea de la frontera entre Anglaterra i Escòcia. Va ser coneguda com les Debatable Lands.

### Comtats Mitjans
Després de la Unió de les Corones en 1603, el rei Jaume VI i I va decretar que la frontera seria anomenada els comtats mitjans (Middle Shires). En el mateix any el rei va posar George Homei, 1r comte de Dunbar a càrrec de la pacificació de les fronteres. Es van establir tribunals a les ciutats dels comtats mitjans i els lladregots coneguts eren arrestats. Els més conflictius i de classe inferior van ser executats sense judici; Conegut com "la justícia Jeddart la justícia" (per la ciutat de Jedburgh a Roxburghshire). Les forques en massa aviat esdevingueren una ocurrència comuna. En 1605 es va establir un comitè conjunt de deu membres, procedents per parts iguals d'Escòcia i Anglaterra, per a portar la llei i l'ordre a la zona. Hi van ajudar els estatuts en 1606 i 1609, primer per derogar les lleis hostils a banda i banda de la frontera, i després per processar més fàcilment els assaltants transfronterers. A la llarga els assaltants podrien escapar de la justícia creuant d'Anglaterra a Escòcia o viceversa. Les lleis de la frontera van ser abolides i les gents dels comtats mitjans havien de obeir la llei de la terra igual que tots els altres súbdits.
En 1607 Jaume sentia que podia presumir que "els Comtats Mitjans" havien "esdevingut el melic d'ambdós regnes, plantats i poblats amb cortesia i riquesa." Després de deu anys, el rei Jaume havia tingut èxit; els Comtats Mitjans havien estat sotmesos a la llei i ordre central. A principis de la dècada de 1620, les fronteres eren tan tranquil·les que la corona va ser capaç de reduir les seves operacions.
Malgrat aquestes millores, la Comissió Conjunta continuar el seu treball, i el 25 de setembre de 1641 sota el  el rei Carles I, Sir Richard Graham, un hisendat local i diputat anglès, va enviar una petició al Parlament d'Escòcia "per regular els trastorns en les fronteres". Les condicions al llarg de la frontera es deterioraren durant els períodes de la Commonwealth i el Protectorat, amb el desenvolupament dels atacs dels moss-trooper. Després de la Restauració, es va acabar amb la manca de legislació a les fronteres mitjançant la reactivació de l'antiga legislació, contínuament renovada en onze lleis posteriors, per períodes que van de cinc a onze anys, fins a fins a la dècada de 1750.

## Referències en cultura popular

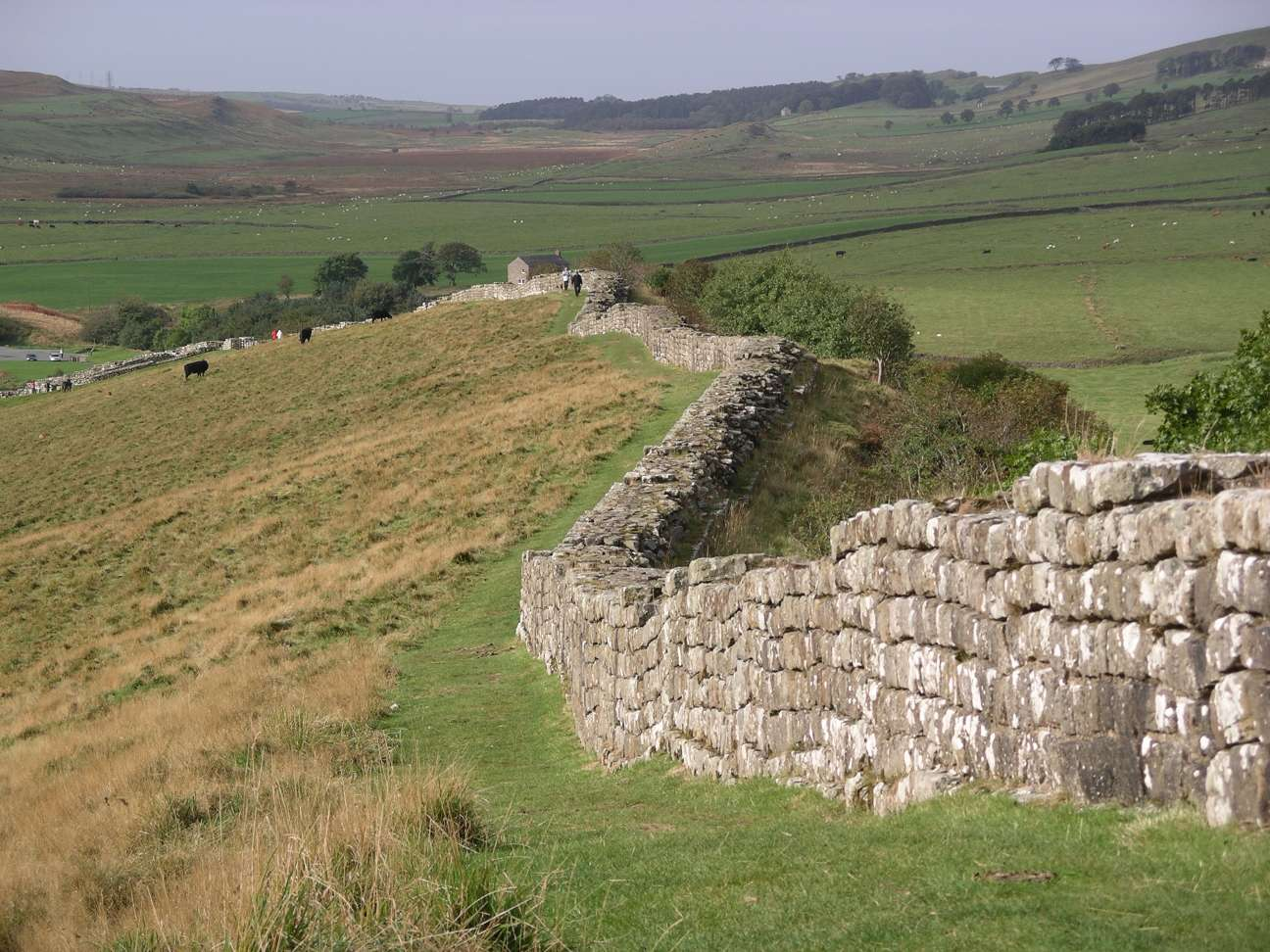
Seccions del mur d'Adrià vora Greenhead i al llarg de la calçada, restaurada en època victoriana. Altres grans seccions s'han desmantellat durant anys per l'ús de pedres per a diversos projectes de construcció propers.

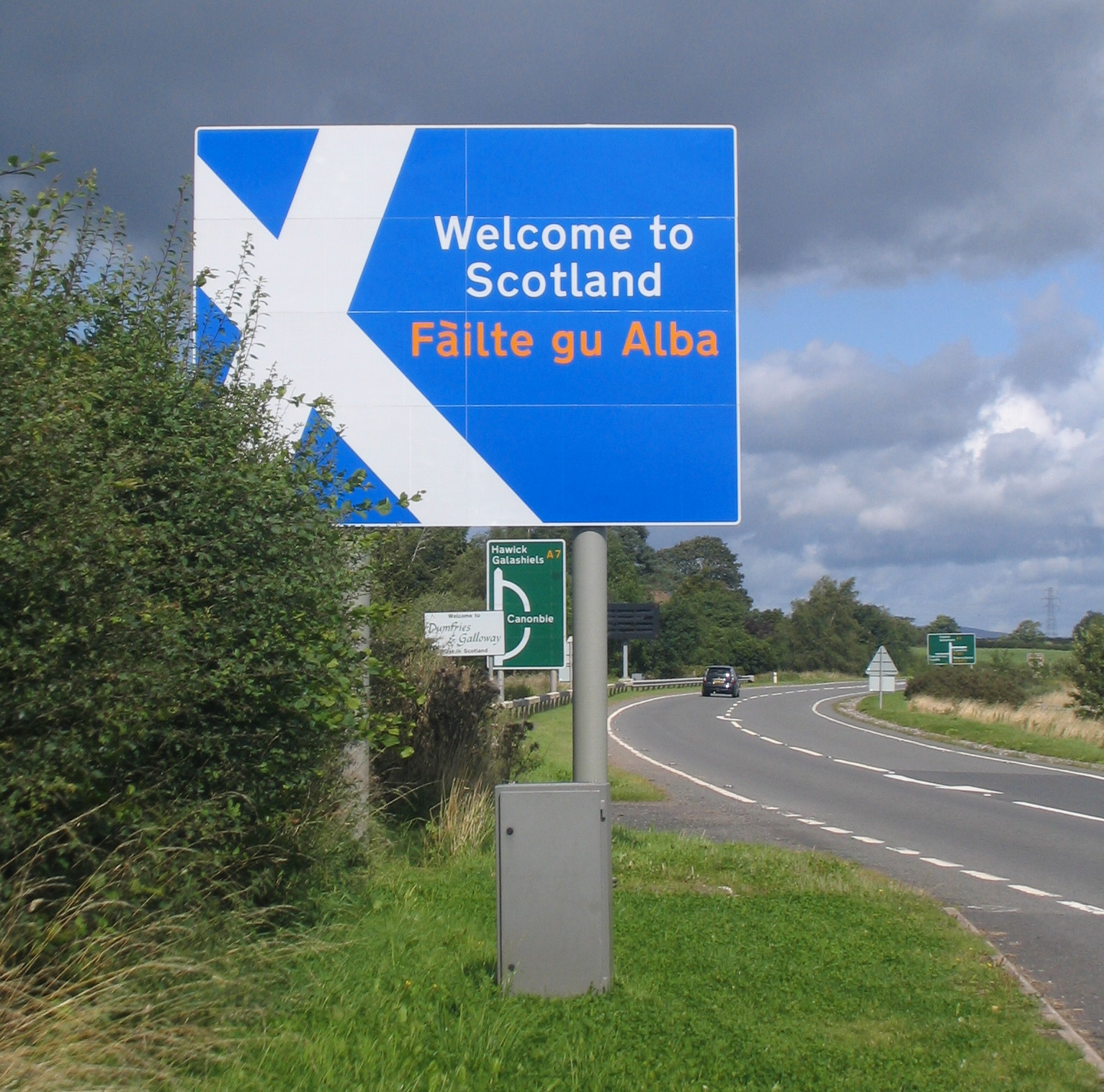
Senyal d'entrada a Escòcia a l'A7, a la frontera de Dumfries i Galloway

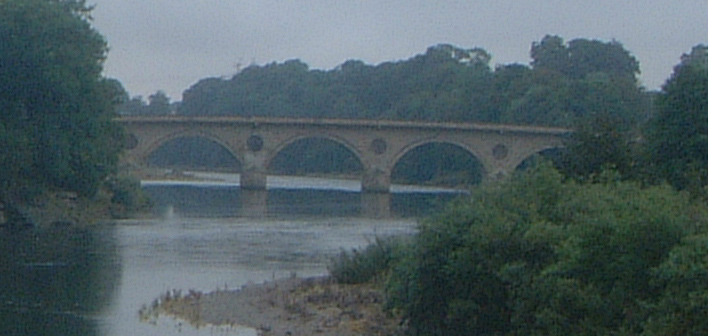
Pont sobre el riu Tweed a Coldstream